# 涅列赫塔河
涅列赫塔河（俄语：Нерехта），是俄羅斯的河流，位於該國西部弗拉基米爾州，屬於克利亞濟馬河的右支流，河道全長41公里，流域面積110平方公里，在每年十一月至四月結冰。